# Тяжёлая атлетика в Армении
История тяжёлой атлетики в Армении начинается с конца 1920-х годов. Этот вид спорта стал широко распространяться по стране после Второй мировой войны. Сегодня это один из самых популярных видов спорта в стране.
В Армении вид спорта регулируется Армянской федерацией тяжелой атлетики. Первые успехи армянских тяжелоатлетов случились в 1970-х годах, когда Армения являлась частью Советского Союза. Вардан Милитосян выиграл серебро на Олимпийских играх 1976 года, а позже Юрик Варданян стал олимпийским чемпионом, чемпионом мира и Европы. Оксен Мирзоян и Юрик Саркисян выигрывали соревнования в 1980-х. После обретения независимости от Советского Союза Армения успешно сохранила свои традиции тяжелой атлетики и продолжает оставаться одной из сильнейших стран Европы в этом виде спорта. В 2008 году сборная Армении заняла первое место на чемпионате Европы. На летних Олимпийских играх 2008 года Армения завоевала три бронзовые медали. Тигран Мартиросян стал первым чемпионом мира из Армении в 2010 году, спустя восемь лет ещё одно золото завоевал Симон Мартиросян.
Второй по величине город Армении Гюмри с населением около 150000 человек хорошо известен тем, что здесь родились многие выдающиеся тяжелоатлеты, в том числе чемпионы мира и Европы Юрий Варданян, Израел Милитосян, Геворг Давтян, Тигран Мартиросян и Назели Авдалян.

## Название вида спорта
Тяжелая атлетика известна на армянском языке как ծանրամարտ tsanramart, состоящий из ծանր tsanr «тяжелый» и մարտ mart «борьба» или ծանր աթլետիկա tsanr at’letika буквально «тяжелая атлетика» (происхождение этого термина — из русского языка).

## История
Истоки тяжёлой атлетики восходят к Древности, прежде всего Древней Греции. Современная тяжелая атлетика появилась относительно недавно и в основном развивалась в Европе и Северной Америке в конце 19 века. Нынешняя Международная федерация тяжелой атлетики (IWF) была создана в 1920 году. Тяжелая атлетика была представлена во всех летних Олимпийских играх, кроме 1900, 1908 и 1912 годов.

### Советский период
Тяжелая атлетика появилась в Армении в первое десятилетие советской власти. В 1927 году при Спорткомитете Армении был создан спортивный клуб по тяжёлой атлетике. В 1928 году в Ереване был проведен первый чемпионат по тяжелой атлетике, и первые армянские спортсмены участвовали в чемпионате Закавказья, а затем и в чемпионате СССР. В 1947 году первый армянский тяжелоатлет принял участие в чемпионате Европы.
Во время холодной войны Советский Союз был сильнейшей державой мира в тяжелой атлетике, и большой вклад в этот успех внесли армянские тяжелоатлеты.
К 1979 году в Армянской ССР насчитывалось 205 клубов по тяжелой атлетике, в которых занимались около 5200 человек. Первым олимпийским призером из Армянской ССР стал Вардан Милитосян, завоевавший серебряную медаль на летних Олимпийских играх 1976 года.
Юрий Варданян стал первым армянским тяжелоатлетом, завоевавшим золотую олимпийскую медаль, это произошло на летних Олимпийских играх 1980 года. Варданян стал первым в истории полутяжеловесом (категория до 82,5 кг), поднявшим более 400 кг в официальных соревнованиях. Он побил как олимпийский, так и мировой рекорды. Варданян также принял участие на Дружбе-84, где поднял в сумме 405 кг. С тех пор достижения Варданяна остаются непревзойдёнными, и в существующей ныне весовой категории до 85 килограммов мировой рекорд составляет 394 кг (установленный белорусом Андреем Рыбаковым на летних Олимпийских играх 2008 года). Варданян установил 41 мировой рекорд на протяжении своей карьеры, за достижения он получил звание заслуженного мастера спорта СССР, а в 1985 году был награжден орденом Ленина. В 1994 году избран членом Зала славы Международной федерации тяжелой атлетики.
Варданян считается героем в Армении за его достижения в тяжелой атлетике. В 2010 году в его честь была выпущена марка.
Наряду с Варданяном среди других значительных армянских тяжелоатлетов 1980-х годов были серебряный призер Олимпийских игр 1980 года Юрий Саркисян, установивший за свою карьеру 12 мировых рекордов и чемпион Олимпийских игр 1988 года Оксен Мирзоян, который также установил 12 мировых рекордов за карьеру.
На летних Олимпийских играх 1992 года золотую медаль выиграл Исраел Милитосян, выступавший в составе Объединённой команды. Он ранее завоевал серебро на Олимпийских играх 1988 года за СССР. Милитосян по сей день является последним армянином, выигравшим олимпийскую золотую медаль.

### Независимая Армения
На данный момент армянские тяжелоатлеты установили четыре мировых рекорда, все в рывке. Два из них установил Хачатур Кяпанакцян, по одному — Серго Чахоян и Исраел Милитосян.
Агван Григорян стал первым знеменосцем Армении на летних Олимпийских играх 1996 года. Арсен Меликян стал первым армянским тяжелоатлетом за независимую Армению, завоевавшим олимпийскую медаль. Он стал третьим на летних Олимпийских играх 2000 года.
Первого большого успеха армянские тяжелоатлеты добились в 2008 году. Они заняли первое место на чемпионате Европы 2008 года, а Тигран Геворкович Мартиросян, Геворг Давтян и Тигран Варданович Мартиросян завоевали бронзовые медали на летних Олимпийских играх 2008 года. Назели Авдалян завоевала золотую медаль на чемпионате мира по тяжелой атлетике 2009 года и стала первой тяжелоатлеткой из независимой Армении, завоевавшей золотую медаль на чемпионате мира. Тигран Геворг Мартиросян выиграл золотую медаль на чемпионате мира 2010 года, став первым тяжелоатлетом-мужчиной из независимой Армении, добившимся этого. Рипсиме Хуршудян стала первой армянской женщиной, завоевавшей олимпийскую медаль на Олимпиаде, став третьей на летних Олимпийских играх 2012 года.
Оксен Мирзоян, олимпийский чемпион 1988 года, позднее стал главным тренером сборной Армении по тяжелой атлетике, а сейчас является действующим председателем Федерации тяжелой атлетики Армении.
Статистическое агентство Армении зафиксировало тенденцию к снижению в 21 веке числа людей, занимающихся тяжелой атлетикой. В 2005 году в Армении было более 2500 тяжелоатлетов, а к 2021 году их число сократилось до 1700 человек.